# 沈通源
沈通源（朝鲜文:심통원，1499年—1572年7月8日）。字士容（사용），号勖齋（욱재）·晩翠堂（만취당），別稱'沈相公'。本貫青松沈氏，朝鮮王朝的文臣和政治人物。他的朝鮮領議政沈連源的弟第及朝鮮明宗妃仁順王后，沈義謙，沈忠謙的從祖父。他是1560年-1565年朝鮮朝廷的右議政，左議政歷任。

## 外部連結
- 沈通源:Naver[永久] 
- 沈通源:韓國歷史人物綜合情報 （页面存档备份，存于） 
- 沈通源 
- 沈通源[永久]